# Semnopithecus ajax
El langur gris de Cachemira (Semnopithecus ajax) es una especie de primate catarrino de la familia Cercopithecidae. Habita al noroccidente de la India y, quizá, en la Cachemira pakistaní y Nepal. Anteriormente se le consideraba una subespecie de Semnopithecus entellus. La especie se considera en peligro de extinción en la Lista Roja de la UICN a causa de su pequeño territorio, fragmentación de sus poblaciones y actividades derivadas de la presencia humana. Es una especie arbórea y diurna, que habita en diferentes tipos de bosques en altitudes entre 2200 y 4000 m s. n. m.
Los nacimientos suceden de enero a junio, sin embargo, hasta la mitad nacen en marzo. Los jóvenes son destetados a una edad aproximada de dos años. El intervalo entre nacimientos es en promedio de dos coma cuatro años. El cuidado parental se prolonga hasta los cinco años.